# 8080 Intel
8080 Intel là một tiểu hành tinh vành đai chính.
Nó được phát hiện bởi CERGA ngày 17 tháng 11 năm 1987 ở Caussols. Nó được đặt theo tên the influential Intel 8080 microprocessor.